# Silent Trigger
Silent Trigger (titlu original: Silent Trigger) este un film american thriller de acțiune din 1996 regizat de Russell Mulcahy. Rolurile principale au fost interpretate de actorii Dolph Lundgren și Gina Bellman.

## Distribuție
- Dolph Lundgren - Waxman "Shooter"
- Gina Bellman - Clegg "Spotter"
- Conrad Dunn - Klein "Supervisor"
- Christopher Heyerdahl - O'Hara